# Stand by Me Doraemon
Stand by Me Doraemon je animirani film studia Shin-Ei Animation iz leta 2014, ki sta ga režirala Takashi Yamazaki .